# Dünen von Corrubedo

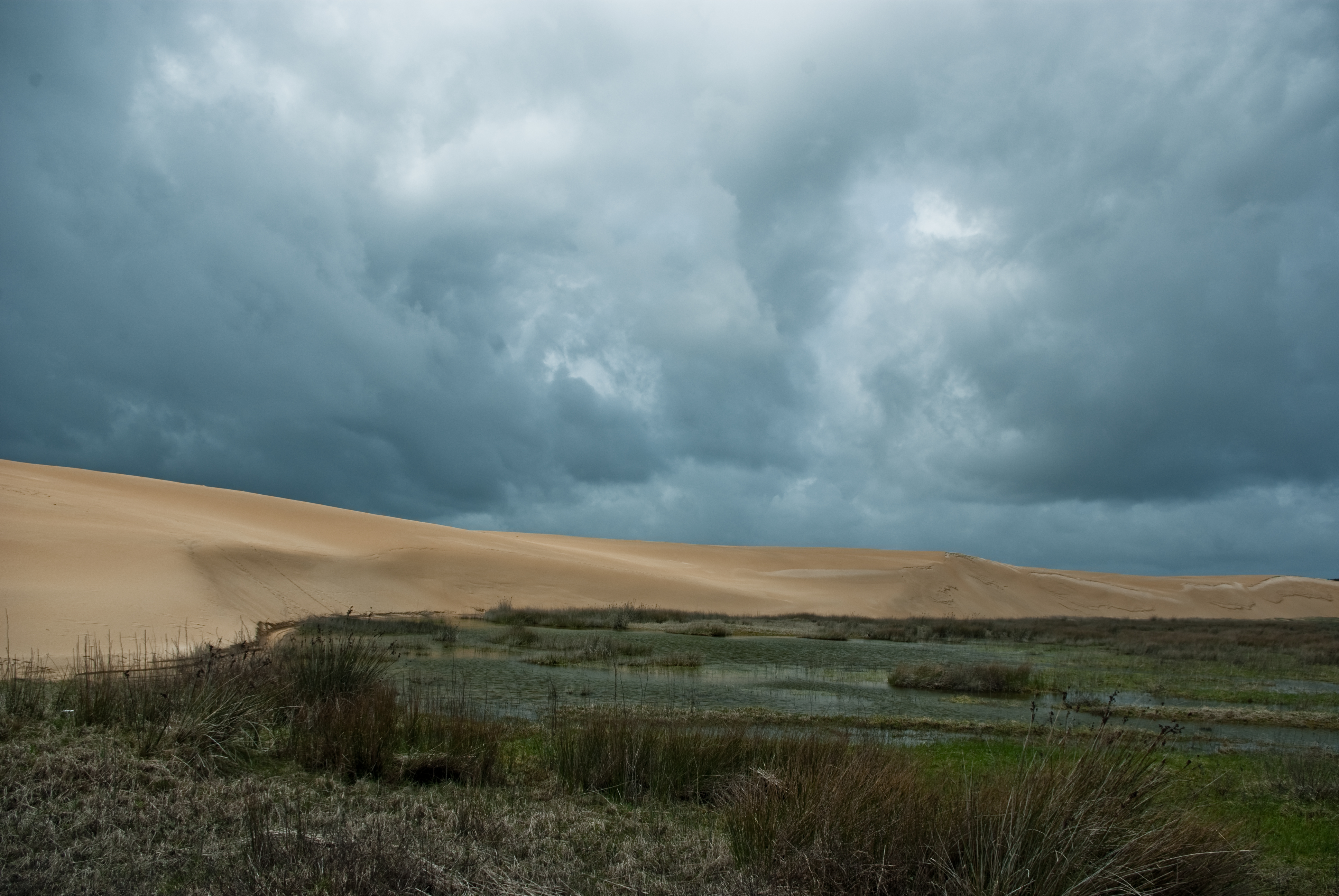
Dunas de Corrubedo

Die Dünen von Corrubedo gehören zum Naturpark Dünen und Lagunen von Corrubedo (Galicisch: Dunar de Corrubedo e Lagoas de Carregal e Vixán), das ist ein 10 Quadratkilometer großer spanischer Naturpark mit Sanddünen und Wasserflächen. Er befindet sich an der Atlantikküste zwischen A Coruña (La Coruña) und der Grenze von Spanien nach Portugal. Es ist der meistbesuchte Naturpark in Galicien.

## Geographie
Der Dünen- und Lagunenpark mit einer Größe von 996,25 Hektar gehört zur Provinz A Coruña in Galicien, deren Hauptstadt 140 Kilometer nordöstlich des Parks gelegen ist; die größeren Städte in südlicher Lage sind Pontevedra und Vigo. Die Lage des Naturparks wird bezeichnet zwischen der zum Atlantik offenen Ria de Muros e Noia im Norden und der größeren Ria de Arousa im Süden. Enger eingegrenzt wird der Parque Natural von der westlich am äußersten Ende einer Halbinsel, der Comarca Barbanza gelegenen Ortschaft Corrubedo und der östlicheren Gemeinde Ribera, zu der Corrubedo verwaltungstechnisch gehört. Der namensgebende Ort Corrubedo ist mit seinem Umfeld dünn besiedelt und hat nur 755 Einwohner, wogegen Ribeira als Municipio (Verwaltungseinheit) mit 26.900 Einwohnern ausgeprägten städtischen Charakter besitzt. Am Naturpark bildet eine Landzunge mit dem Leuchtturm O Faro den westlichen Abschluss zum Atlantik.

## Naturparks in Galicien
Der Naturpark Dünen von Corrubedo wurde im Jahre 1992 von der Xunta de Galicia (Regierung der Region Galicien) ausgewiesen und hat internationale Anerkennung als Schutzgebiet der IUCN-Kategorie V gefunden. Der Europäischen Union wurde der Park als Besonderes Schutzgebiet durch die spanische Regierung angezeigt.
Der Dünen- und Lagunenpark von Corrubedo ist nur einer der sechs klassifizierten Naturparks, die zur Region Galicien gehören.

• Parque Natural Baixa Limia – Serra do Xurés (südlich in der Nähe von Ourense)

• Fragas do Eume (nordöstlich am Fluss Eume und nahe der Stadt A Coruña)

• Parque Natural Monte Aloia (südlich bei Tui am Gebirge Serra do Galiñeiro)

• Naturpark O Invernadeiro (südöstlich an einem Ausläufer des Encoro das Portas)

• Parque Serra da Enciña da Lastra (östlich vor Ponferrada)

## Natur
Der Naturpark verfügt über eine Dünen- und Standlandschaft mit einbezogenen Watt-Bereichen sowie einige Lagunen. Das sichtbarste Kennzeichen des „Parque natural Dunar de Corrubedo e Lagoas de Carregal e Vixán“ ist eine Sanddüne mit annähernd 20 Metern Höhe. Wenn man einigen Überlieferungen Glauben schenkt, besaß die Düne im 19. Jahrhundert noch eine Höhe von 60 Metern. Bei der Düne handelt es sich nämlich um eine Wanderdüne mit einer Ausdehnung von 1000 Metern von Nordwesten nach Südosten. Sie verfügt über eine Breite von 250 Metern, von Westen flacher ansteigend und nach Osten etwas stärker abfallend. Die ostwärts wandernde Düne verlagert ihren Standort dabei jährlich um zwei bis drei Zentimeter; dies kann je nach Wind- und Sturmverhältnissen eines Jahres stärker variieren.
Für die gesamte Dünenlandschaft besteht ein Betretungsverbot abseits angelegter Wege. besitzt eine Ausdehnung von annähernd 4000 Metern und wird mittig geteilt durch eine ausgedehnt verzweigte Lagune, die „Lagoa de Carregal“. Sie verfügt über einen Zufluss des Rio de Artes. Diese Lagune ist zum Atlantik hin offen und wird daher mit den Gezeiten be- und entwässert. Daher handelt es sich um eine Salzwasserlagune. die in ihrer Verzweigung über eine Länge von beinahe 2000 Metern verfügt. Östlich der Praia de Vilar landeinwärts der südlichen Düne liegt die kleine Lagune „Lagoa des Artes“ mit 100 Metern Länge. Nahe des südlichen Strandendes befindet sich 500 Meter landeinwärts die dritte Lagune des Naturparks, die Lagoa de Vixán. Die Wasserfläche dieser Lagune dehnt sich über 300 Meter ostwestlich aus. Es handelt sich um eine Süßwasserlagune, die das Wasser vom kleinen Rio Muíño bezieht.
Der ähnlich einer Bucht zum Meer hin vorgelagerte Sandstrand, als weist eine Länge von mehr als 5000 Metern auf und ist stellenweise 40 bis 60 Meter breit, dies ist aber unterschiedlich je nach Gezeitenstand von Ebbe und Flut.

## Flora
Die südwärts gelegenen Dünen sind bewachsen. Um die Lagunen sind weite Bereiche mit Röricht, Schilf und Binsengewächsen bedeckt und gehen in Brachland über.
Ostwärts des Dünenkamms überwiegen zunächst brachliegende Flächen im Naturpark. Parallel zu Wanderdüne erstrecken sich 500 Meter entfernt bebuschte und gering bewaldete Flächen. Östlich der Süd-Düne sind die Flächen etwas dichter bewaldet.

## Fauna
Der Naturpark gilt als ein bedeutender Lebensraum und Brutareal für 3000 einheimische Vögel verschiedener Art und Rastplatz für durchziehende Vogelarten.
Zum Park gehören die Vogelbeobachtungsstationen „Miradoiro de Facho Teira“ im nördlichen Teil und „Miradoiro de Aves Lagoa Vixán“ an der südlichen Lagoa de Vixán. Hier sind auch Enten, Graureiher, Kormorane, Schwäne und viele weitere Vogelarten angesiedelt.
Dem Kormoran steht zum Fischfang auch der ansässige Otter zur Seite.

## Sehenswürdigkeiten
Zu den nahen Sehenswürdigkeiten zählt man:

• Cabeza de Peppa Pig (steinernen Schweinskopf)

• Farola de Corrubedo (Leuchtturm)

• Piedra Ferreira Pedrecelos (kleine vorgelagerte Felsinseln)

• Miradoiro Pedra da Rá (zentrale Aussichtsplattform und Feldformation)

• Porto de Aguiño (mit steinernen Skulpturen)

• Castro da Cidá (Natursteinkomplex als archäologisches Museum)

• Ermida de Santo Alberte de Artes (Einsiedelei, Feldstein und Fels)

• Parque Periurbano de San Roque (mit archäologischen Zentrum, Dolmen, Menhir)

• Castro von Baroña (bedeutende Festung in Galicien)

## Infrastruktur
Im südlichen Teil des Parks hat man ein großes Besucher- und Informationszentrum errichtet (Centro Interpretación Casa Da Costa). Daneben gibt es auch Gastronomiebetriebe.
Dem Naturpark Dünen von Corrubedo stehen naher der Zufahrtswege zwei Parkplätze zur Verfügung, der große, unbefestigte „Aparcadoiro das Dunas de Corrubedo“ nördlich der Wanderdüne, der Parkplatz Campo A Guia (Carreira).
Der Naturpark ist infrastrukturell erschlossen mit den Straßen von Norden DP-7103, AC-303, CP-7304, CP-7302 und CP-7301. Eine Bahnverbindung zur nahen Stadt Ribeira besteht nicht mehr; die nächste Bahnstation ist O Progreso/Catoira.
Es gibt flächendeckend öffentlichen Nahverkehr. Der nächste Flughafen befindet sich im 80 Kilometer entfernten Santiago de Compostela.
Corrubedo besitzt einen Naturhafen mit offener Ankerfläche und Slipbahn am Strand; zum Schutz vor westlichen Stürmen gibt es dort eine künstliche Mole mit einem kleinen Leuchtturm „Farola de Corrubedo“. Der nächste Schifffahrtshafen ist Porto de Aguiño.

## Tourismus
Der Naturpark wird jährlich von 300.000 Besuchern frequentiert, deren Ziel die Dünenlandschaft und die sieben Strandabschnitte sind. Der nordwestliche Ort Corrubedo ist neben der Landwirtschaft auf Tourismus ausgerichtet.

## Fotogalerie

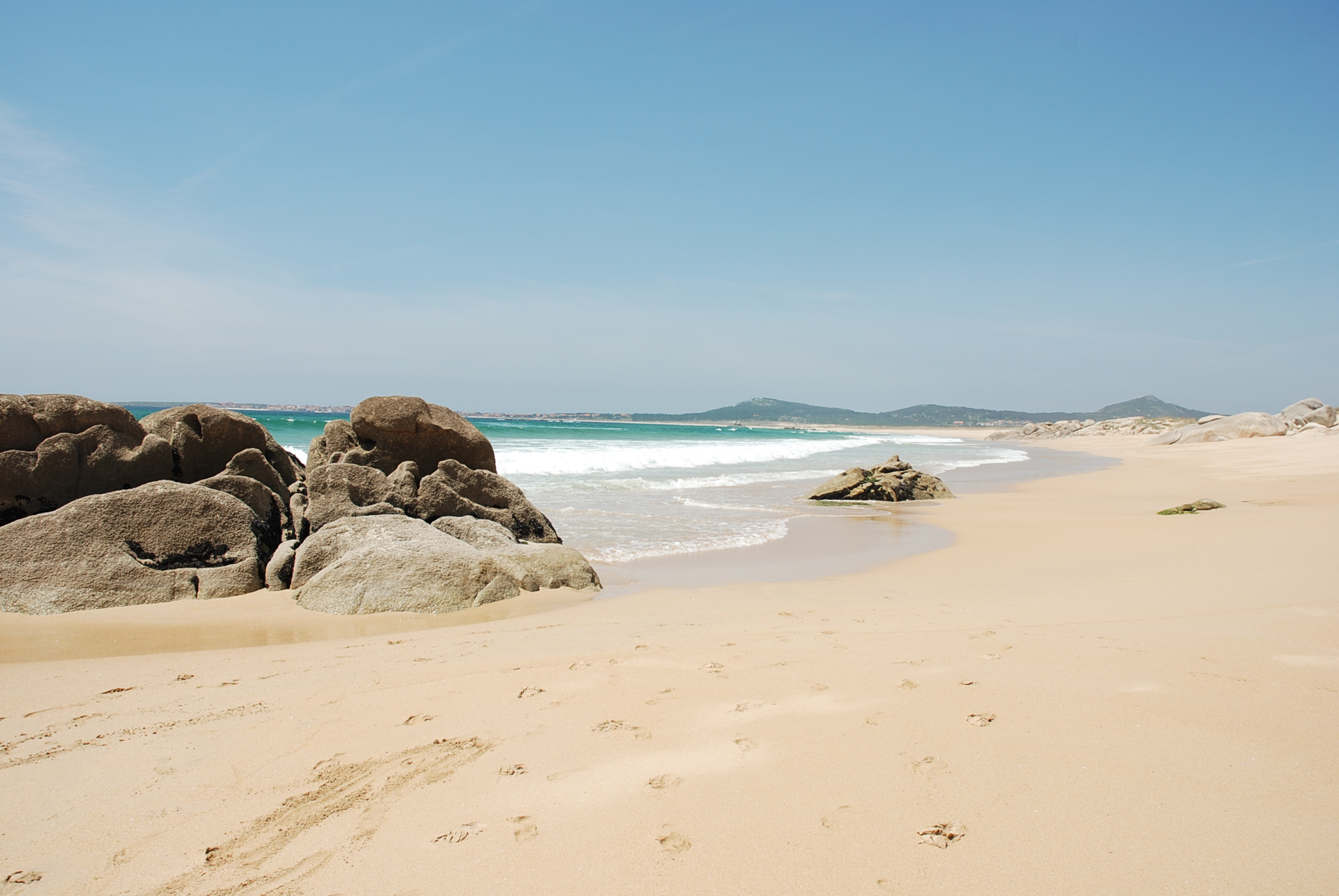
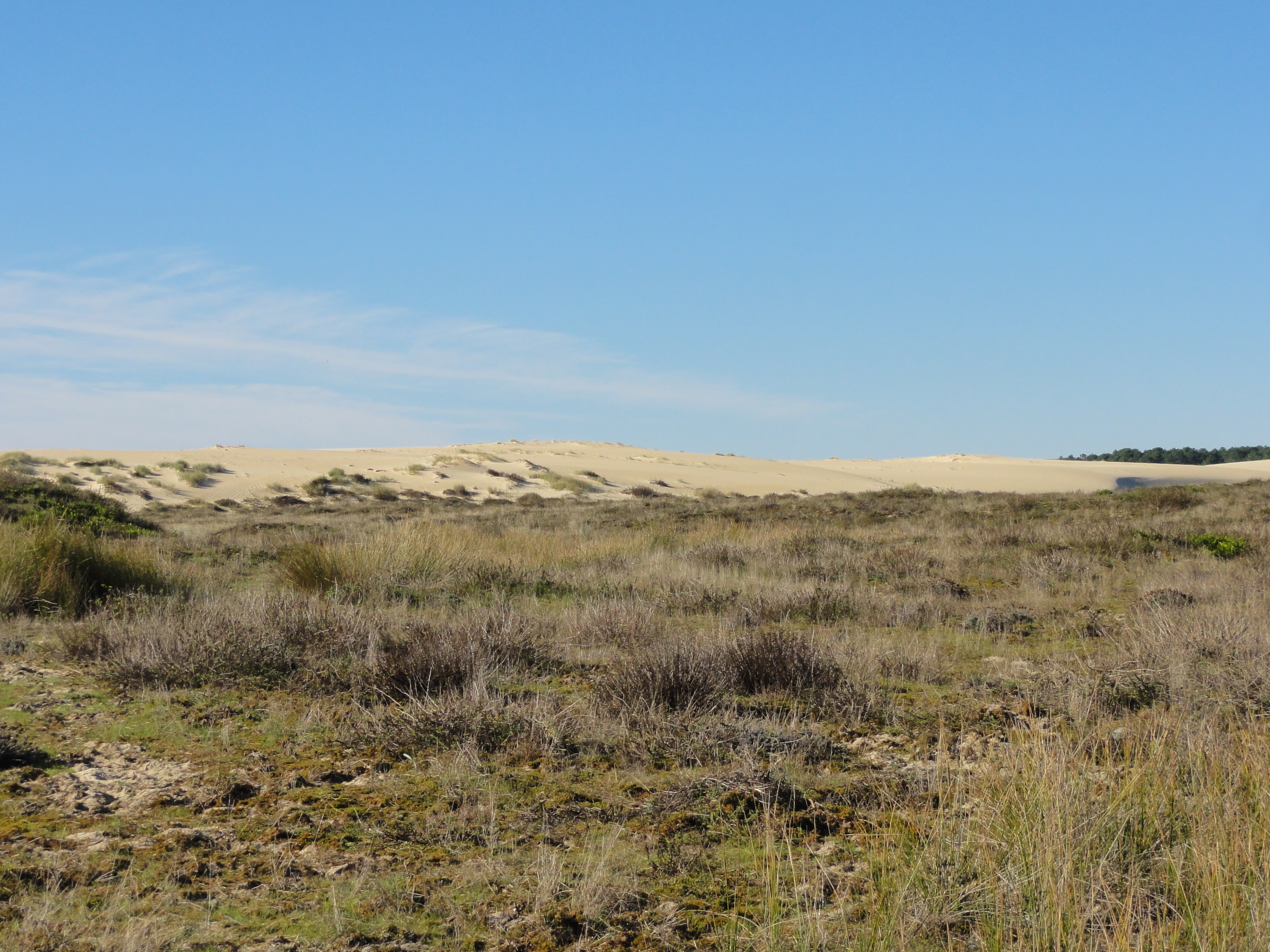
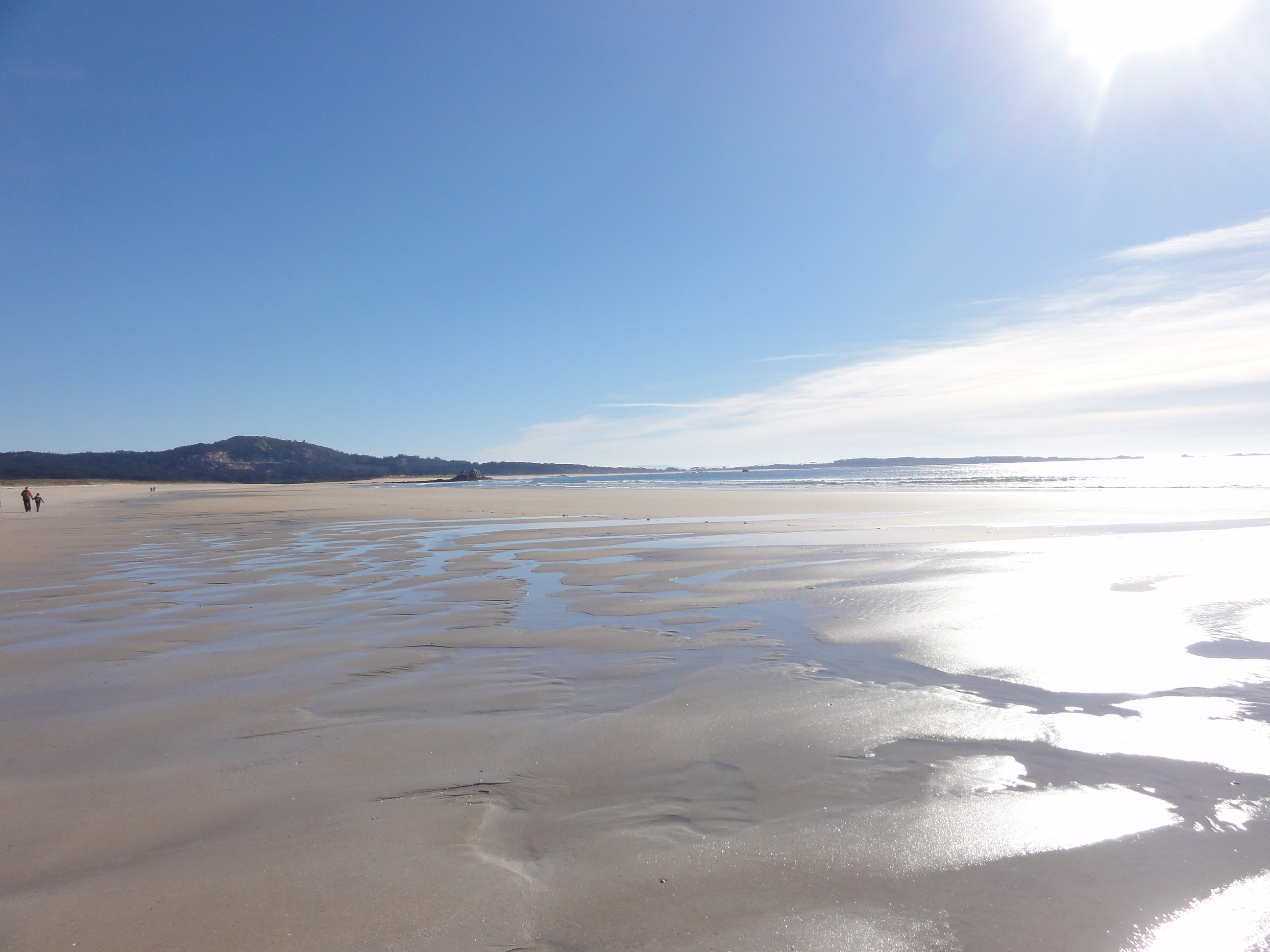
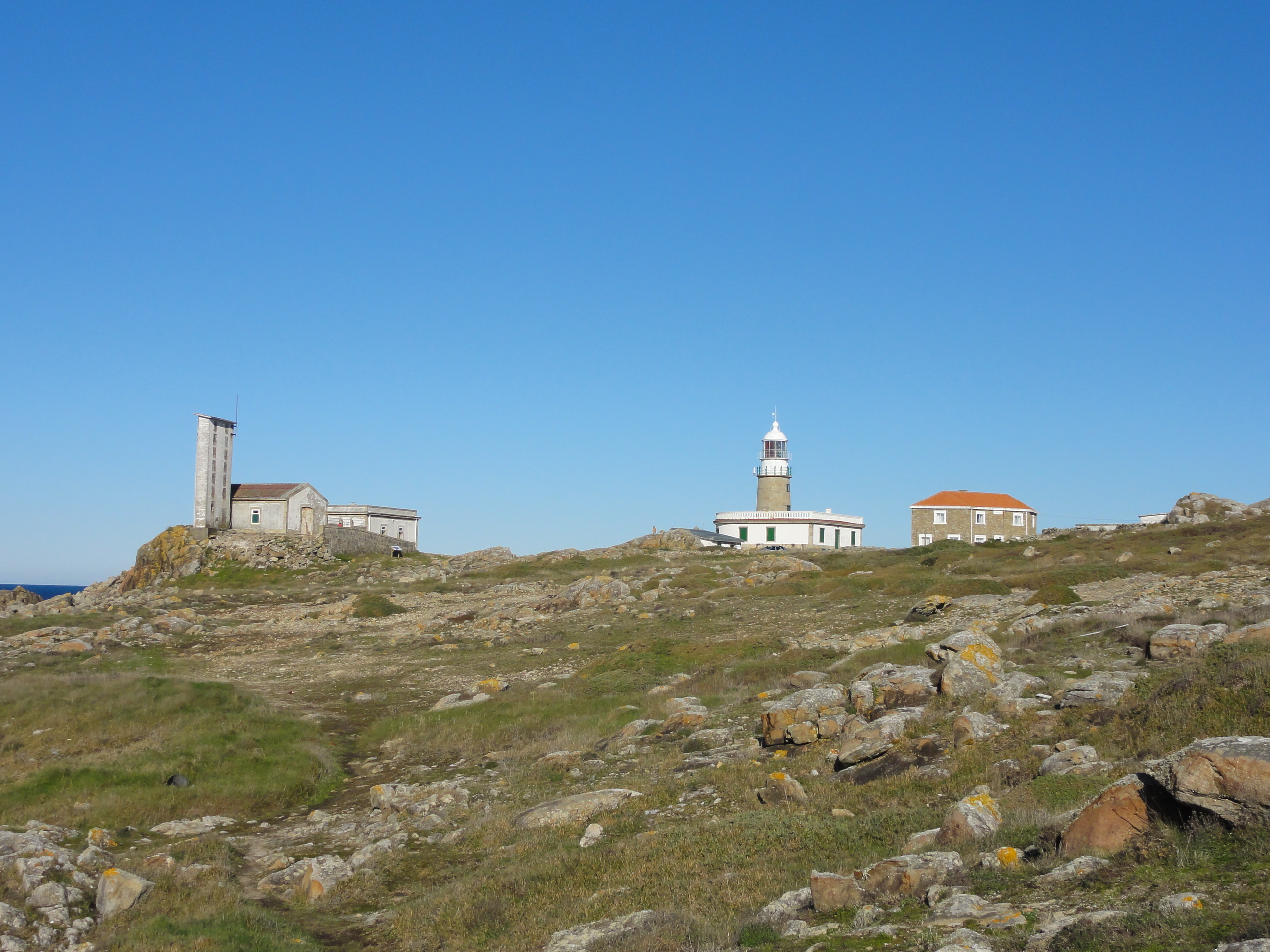
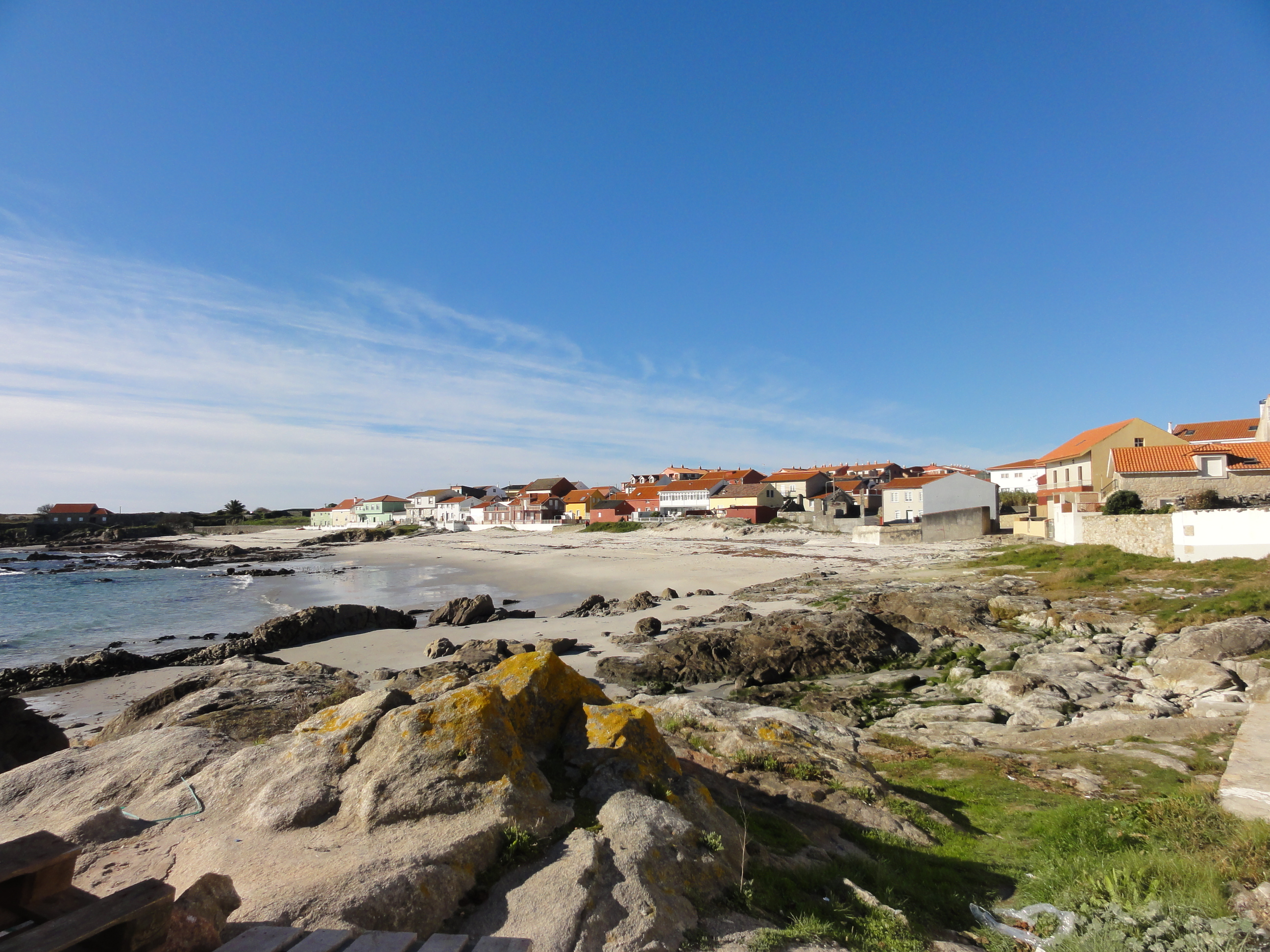